# 奥拉西奥·佩尔多莫
奥拉西奥·佩尔多莫（西班牙語：Horacio Perdomo，1960年11月14日—），乌拉圭男子篮球运动员。他曾代表乌拉圭获得1984年夏季奥运会男子篮球比赛第六名。他也参加了1982年世界篮球锦标赛。